# 伊拉韋區
16°6′10″S 69°36′22″W / 16.10278°S 69.60611°W
伊拉韋區（西班牙語：Distrito de Ilave），是秘魯的一個區，位於該國東南部普諾大區的埃爾科廖省，始建於1991年12月12日，面積874.57平方公里，海拔高度3,847米，2007年人口54,138，人口密度每平方公里62人。